# Vida (videojuegos)

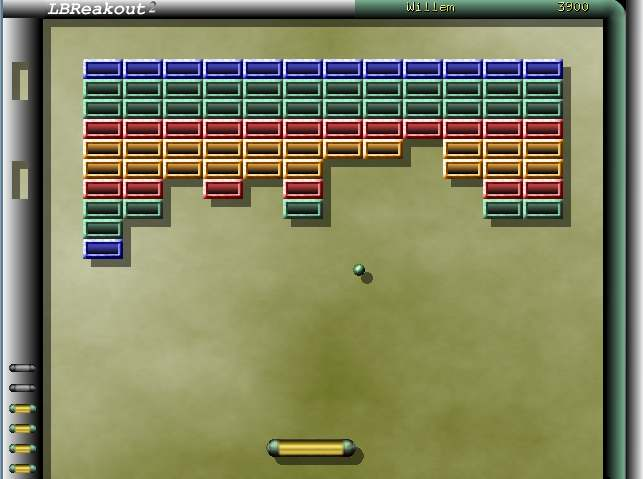
Captura de pantalla de LBreakout2, en la que se puede apreciar en la esquina inferior izquierda el número de vidas disponibles, representadas por el mismo icono de la raqueta con la que se golpea la pelota. De un total de 6 vidas, quedan 4.

En los videojuegos, una vida es un turno de juego que tiene un personaje jugador, definido como el período entre el inicio y el final de la partida. Las vidas se traducen como un número finito de intentos antes de que el juego termine con un cartel de Game over. A veces se utilizan los eufemismos probar, reintentar, descansar y continuar, sobre todo en juegos para todas las edades, para evitar la macabra insinuación de haber muerto. Generalmente, si el jugador pierde toda su salud, resultará en la pérdida de una vida. Perder todas las vidas  generalmente conllevará el fin de la partida, mostrando un cartel de «Game over», obligando a que el jugador reinicie la partida o deje de jugar.
La cantidad de vidas que se le concede a un jugador varía según el tipo de juego. Un número finito de vidas se convirtió en una característica común en los juegos de arcade y de acción durante la década de 1980, y mecánicas como los puntos de control y los potenciadores hicieron que la gestión de vidas fuera una experiencia más estratégica para los jugadores a lo largo del tiempo. Las vidas brindan a los jugadores novatos más oportunidades de aprender la mecánica de un videojuego, mientras que permiten a los jugadores más avanzados tomar más riesgos.

## Historia

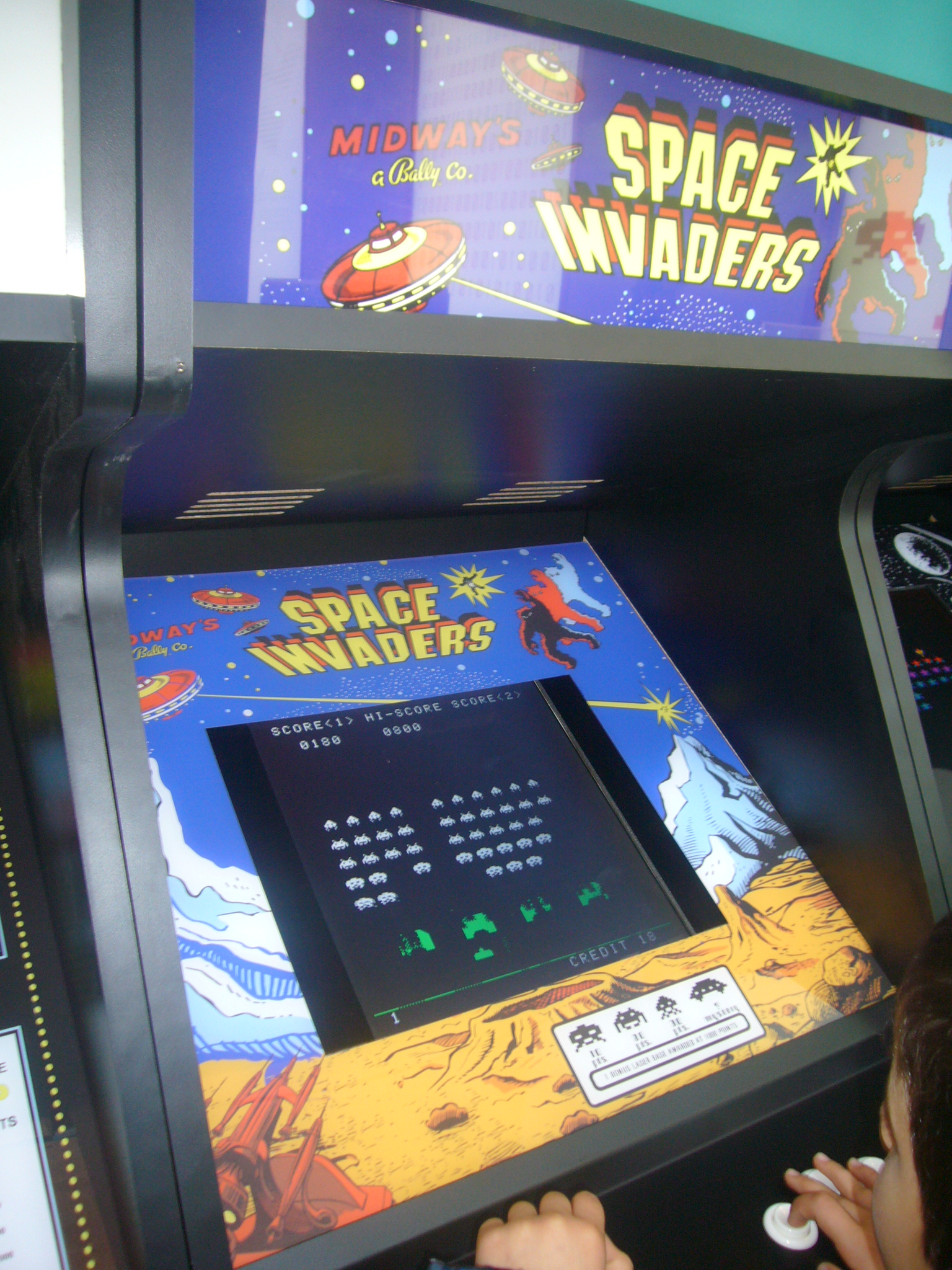
Máquina arcade de Space Invaders, en la que se puede apreciar en la esquina inferior derecha el número de vidas disponibles, nombradas como «créditos», siendo ampliables introduciendo monedas.

El origen de las vidas de los videojuegos puede venir como herencia de la mecánica del pinball de tener un número limitado de bolas. Un número finito de vidas (normalmente tres) se convirtió en una característica común en los juegos arcade. El número de vidas normalmente se muestra en la pantalla y, al igual que en los juegos de pinball, el objetivo del jugador generalmente es sumar tantos puntos como fuera posible o llegar lo más lejos posible con su número limitado de vidas. Al clásico videojuego arcade de Taito, Space Invaders (1978), se le suele atribuir la introducción de las vidas en los videojuegos. Las vidas eran importantes en estos juegos porque el deseo de evitar que muriera el personaje del jugador obligaba a los jugadores a insertar más monedas, obteniendo aún más cantidad de ganancias.

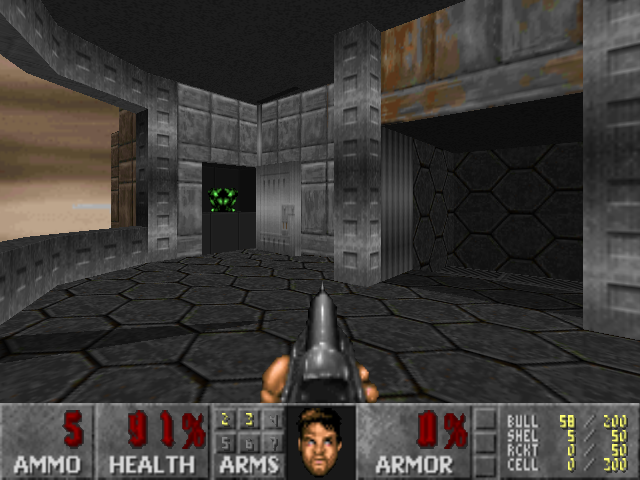
Captura de pantalla del primer nivel de FreeDoom, en la que se puede apreciar en la barra inferior el porcentaje de vida y la armadura como mejora de salud («health» y «armor» en inglés).

Más tarde se añadieron mejoras de salud, defensa y otros atributos, así como potenciadores, haciendo que administrar la vida del personaje fuera una experiencia más estratégica, haciendo que la salud perdida fuera un obstáculo menor, como lo era en los primeros juegos arcade. Las vidas y las pantallas de Game over comenzaron a considerarse conceptos obsoletos y remanentes de los juegos arcade que eran innecesarios cuando los jugadores ya habían pagado por el juego. También animaron a los jugadores a jugar el juego de maneras menos justa, como el caso de Doom que permitía recurrir a guardar partida para conservar sus vidas en lugar de comenzar desde un punto de control al agotar sus vidas. De hecho, la mayoría de los juegos modernos han abandonado por completo el concepto de vidas del jugador y en su lugar simplemente reinician al jugador desde el punto de control más cercano cuando muere, lo que le permite deshacer su progreso hasta que esté a salvo, como en Prince of Persia: The Sands of Time, o guardar la partida antes de una muerte que dependa de la ejecución exitosa de un QTE, como en Batman: Arkham Asylum.

## Modo de empleo
Es común en los juegos de acción que el jugador tenga varias vidas y oportunidades durante la partida. De esta manera, un jugador puede evitar cometer un error desastroso. Los videojuegos de rol y aventuras normalmente solo conceden una, pero permiten a los jugadores cargar una partida guardada.
Las vidas crean una situación en la que morir no es necesariamente el final del juego, lo que permite al jugador tomar riesgos que de otra manera no tomaría o experimentar con diferentes estrategias para encontrar una que funcione. Las vidas también permiten a los jugadores novatos tener la oportunidad de aprender la mecánica de un juego antes de que la partida termine. Otra razón para implementar vidas es que exista la capacidad de ganar vidas adicionales, incentivando a los jugadores por dichas recompensas.
Muchos videojuegos antiguos cuentan con códigos de trucos que te permiten obtener vidas adicionales sin tener que ganarlas durante el juego. Un ejemplo es Contra, que añadió la opción de ingresar el código Konami para obtener 30 vidas extra.

### Vidas adicionales

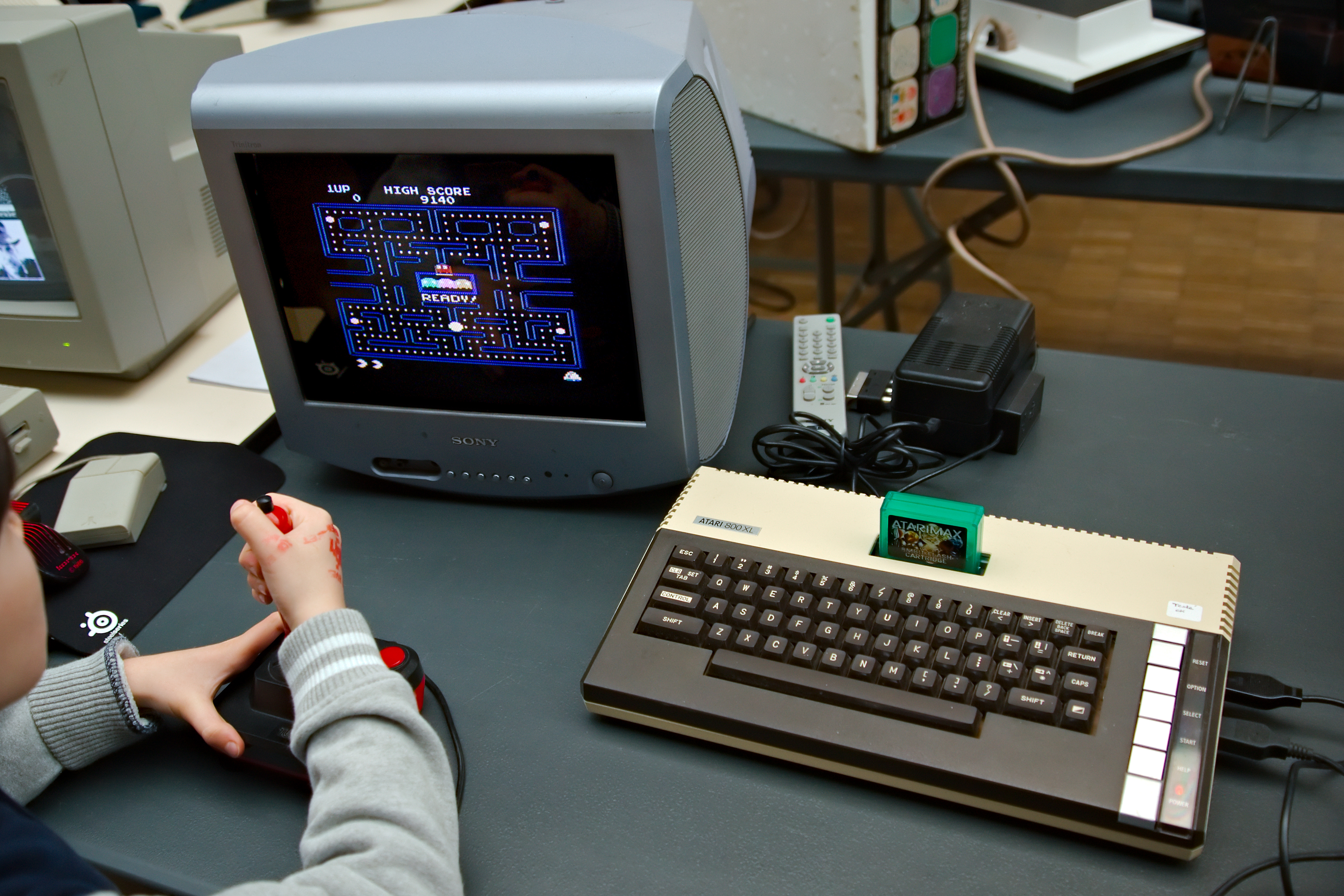
El juego Pac-man ejecutándose en un Atari 800XL, en la esquina superior izquierda puede verse con la grafía «1-up» las vidas extra disponibles. Se gana una vida extra como bonificación al conseguir.

Una vida adicional o extra (representado con la grafía 1-up) es un objeto para recoger en los videojuegos que aumenta el número de vidas. Como no hay reglas de juego universales, la forma que adoptan estas vidas varía de un juego a otro, pero suelen ser elementos raros y difíciles de adquirir. El uso del término «1-up» para designarlo apareció por primera vez en Super Mario Bros., donde se podía obtener de diversas formas, cogiendo un champiñón verde, recolectando 100 monedas, usando un caparazón de Koopa para matar a 8 o más enemigos consecutivos y saltando sobre 8 o más enemigos consecutivos sin tocar el suelo. El término se popularizó rápidamente y se utilizó tanto en videojuegos de consola como en arcade.
Varios juegos incluían un error de diseño llamado «bucle de 1-up», el cual permitía adquirir consistentemente dos o más vidas adicionales entre un determinado punto de control y el siguiente. Esto permitía al jugador recibir vidas infinitas durante ese intervalo, pudiendo hacer morir al personaje y reiniciar desde el primer punto de control para aumentar los puntos totales obtenidos y pudiendo repetir este procedimiento tantas veces como vidas tenga el jugador.